# Дуксо, Матвей Владиславович
Матвей Владиславович Дуксо (бел. Мацвей Уладзіслававіч Дукса; род. 8 апреля 2003, Сморгонь, Гродненская область) — белорусский футболист, полузащитник брестского «Динамо». Выступает на правах аренды в клубе «Сморгонь».

## Карьера

### «Сморгонь»

#### Начало карьеры
Футболом футболист начал заниматься в «Сморгони». В 2018 году футболист перебрался в футбольную академию брестского «Динамо-Брест», в которой находился на протяжении 2 лет. Затем, покинув брестский клуб, в 2019 году футболист вернулся в «Сморгонь», где стал выступать за юношеский состав клуба. В начале 2020 года футболист присоединился к основной команде клуба. Дебютировал за клуб 18 апреля 2020 года в матче против речицкого «Спутника», выйдя на замену на последних минутах основного времени. Дебютный гол за клуб футболист забил 3 октября 2020 года в матче против клуба «Ошмяны-БГУФК». На протяжении всего сезона футболист был в клубе одним из основных игроков клуба, однако появлялся на поле преимущественно со скамейки запасных, отличившись своим единственным забитым голом. По итогу сезона вместе с клубом занял итоговое шестое место в Первой лиге.

#### Сезон 2021
Перед началом нового сезона футболист, готовясь с основной командой клуба, получил серьёзную травму и выбыл из распоряжения клуба на длительный срок, в то время как «Сморгонь» получила право на участие в Высшей лиге. Футболист смог вернуться в распоряжение клуба лишь в августе 2021 года, пропустив весь первый круг. Дебютный матч в чемпионате футболист сыграл 15 августа 2021 года против солигорского «Шахтёра», выйдя на замену на 93 минуте. В итоге футболист провёл за клуб всего лишь 6 матчей, в которых выходил со скамейки запасных на замену на последних минутах основного времени, результативными действиями не отличившись. Вместе с клубом завершил чемпионат на итоговом предпоследнем месте, тем самым вылетев назад в Первую лигу.

#### Сезон 2022
В декабре 2021 года футболист был одним из немногих игроков «Сморгони», кто не покинул клуб перед новым сезоном. Новый сезон футболист начал с матча против «Слонима-2017», выйдя на поле в стартовом составе и отличившись своим первым забитым голом, реализовав пенальти. В матче 7 мая 2022 года против «Лиды» футболист отличился своим первым в карьере забитым дублем. На протяжении сезона футболист был одним из ключевых игроков клуба, чередуя матчи в стартовом составе и со скамейки запасных, отличившись 5 забитыми голами и 3 результативными передачами. По итогу сезона футболист вместе с клубом стал серебряным призёром чемпионата, отстав от первого места лишь на очко, тем самым получив прямое повышение в Высшую лигу.

#### Сезон 2023
Новый сезон в рамках Высшей лиги начал 19 марта 2023 года с победы над бобруйской «Белшиной», отличившись первым забитым голом. Футболист был признан лучшим игроком 5 тура Высшей лиги, отличившись забитым голом и отдав результативную передачу в самой концовке матча. Стал одним из лучших футболистов 13 тура чемпионата, отличившись в матче против минского «Динамо» забитым голом с центра поля. По версии АБФФ футболист стал лучшим игроком июня в рамках чемпионата, отличившись за данный месяц 2 голами и 2 результативными передачами. Футболист по итогам первого круга Высшей лиги попал в символическую сборную как лучший атакующий полузащитник. По итогу сезона футболист стал лучшим бомбардиром и ассистентом клуба, отличившись 8 забитыми голами и 7 результативными передачами. Футболист был признан лучшим игроком клуба по итогу сезона.

### «Динамо-Брест»

#### Сезон 2024
В январе 2024 года появилась информация, что футболистом интересуется брестское «Динамо». Также сообщалось, что интерес проявляло минское «Динамо», однако сам футболист отказал клубу. Вскоре футболист официально на правах свободного агента присоединился к брестскому клубу, с которым подписал трёхлетний контракт. Дебютировал за клуб футболист 15 марта 2024 года в матче против «Ислочи», выйдя на замену на 79 минуте. Полноценно закрепиться в основной команде брестского клуба у футболиста не получилось, всю первую половину сезона проведя на скамейке запасных, выходя на поле преимущественно лишь под конец основного времени, результативными действиями не отличившись.

#### Аренда в «Сморгонь»
В июле 2024 года футболист на правах арендного соглашения вернулся в «Сморгонь» до конца сезона. Первый матч за клуб футболист сыграл 26 июля 2024 года в рамках Кубка Беларуси против бобруйской «Белшины», выйдя на поле в стартовом составе. Первый матч в чемпионате за клуб футболист сыграл 18 августа 2024 года против столичного «Минска», выйдя на поле в стартовом составе. Первым в сезоне забитым голом за клуб футболист отличился 30 августа 2024 года в матче против «Гомеля». На протяжении сезона футболист выступал за клуб в роли основного игрока, однако под конец чемпионата выбыл из распоряжения команды из-за травм. По итогу сезона футболист вместе с клубом завершил чемпионат на итогом двенадцатом месте. По окончании срока арендного соглашения футболист покинул клуб.

#### Аренда в «Молодечно-2018»
В марте 2025 года футболист на правах арендного соглашения присоединился к клубу «Молодечно-2018» до конца сезона. Дебютировал за клуб футболист 15 марта 2025 года в матче против гродненского «Немана», выйдя на поле в стартовом составе. Дебютным забитым голом за клуб футболист отличился 17 мая 2025 года в матче против минского «Динамо», реализовав удар с пенальти. Свой первый полноценный гол с игры за клуб футболист забил 26 июня 2025 года в матче против «Сморгони», одержав свою первую победу в сезоне. В июле 2025 года футболист покинул молодечненский клуб, завершив арендное соглашение. На протяжении первой половины сезона футболист выступал за клуб в роли одного из основных игроков, отличившись 2 забитыми голами и голевой передачей.

#### Аренда в «Сморгонь»
В июле 2025 года появилась информация, что футболист вновь вернётся в «Сморгонь». Вскоре футболист официально присоединился к сморгонскому клубу на правах арендного соглашения, рассчитанного до конца сезона.

## Международная карьера
В июне 2023 года футболист впервые получил вызов в молодёжную сборную Беларуси на учебно-тренировочный сбор. В октябре 2023 года футболист вместе со сборной отправился на квалификационные матчи молодёжного чемпионата Европы.

## Семья
- Отец Владислав Дуксо (род. 1980) — профессиональный футболист и тренер. Рекордсмен проведённых матчей за футбольный клуб «Сморгонь».

- Дед Марьян Николаевич Дукса (1943—2019) — белорусский прозаик и поэт. Почетный гражданин Сморгони.